# Ecgberht II di Northumbria
Ecgberht (fl. IX secolo) fu regnante di Bamburgh nel tardo IX secolo.

## Biografia
A differenza del suo predecessore re Ricsige, che potrebbe aver governato la maggior parte del regno della Northumbria dopo l'espulsione del primo re Ecgberht nell'872, questo Ecgberht governò solo la parte settentrionale della Northumbria, le terre oltre il Tyne nell'Inghilterra settentrionale e nella Scozia meridionale. La frontiera settentrionale del regno di Ecgberht è incerta.
La morte di Ricsige e l'ascesa al potere di Ecgberht è registrata da Simeone di Durham, il quale scrive che nell'876:
Nell'883, registrando l'elezione del re dei vichinghi a York e nel sud della Northumbria alla morte del loro leader Halfdene (Halfdan Ragnarsson), Simeone afferma:
Tuttavia, altrove si diceva che il secondo Ecgberht ha regnato per due anni, ma questo può riferirsi alle sue rivendicazioni a tutta la Northumbria. Nick Higham vede il resoconto di Symeon sull'elezione di Guthred come un resoconto non storico di un accordo tra i vichinghi di York nella Northumbria meridionale e Ecgberht nella Northumbria settentrionale, inglese.
A Ecgberht è succeduto Eadulf I di Bernicia.